# ۲سی-بی
۲سی-بی (به انگلیسی: 2C-B) با فرمول شیمیایی C۱۰H۱۴BrNO۲ یک ترکیب شیمیایی با شناسه پاب‌کم ۹۸۵۲۷ است. که جرم مولی آن ۲۶۰٫۱۳ g/mol است.